# راي حنانيا
راي حنانيا (بالإنجليزية: Ray Hanania)‏ (مواليد 1953) صحفي وكوميدي أمريكي فلسطيني. بعد هجمات 11 سبتمبر، ابتكر العروض الكوميدية «جولة الكوميديا الإسرائيلية الفلسطينية» و«كوميديا من أجل السلام»، والتي جمعت كوميديين إسرائيليين وفلسطينيين. أسس شركته الخاصة للعلاقات العامة، وأطلق عليها اسم «مجموعة الاستراتيجيات الحضرية».

## حياته ومسيرته
ولد حنانيا في شيكاغو، إلينوي، لأبوين فلسطينيين مسيحيين. والدته من بيت لحم، بينما كان والده جورج جون حنانيا من عائلة مسيحية بارزة في القدس، وخدم مع الجيش الأمريكي خلال الحرب العالمية الثانية ومع مكتب الخدمات الإستراتيجية (OSS)، والذي يعد سلف وكالة المخابرات المركزية (CIA). خدم راي حنانيا نفسه مع القوات الجوية الأمريكية خلال حرب فيتنام وفي الحرس الوطني الجوي لإلينوي.
زوجة راي حنانيا يهودية اسمها أليسون وقد أنجب منها ولدا. ويعيشون في أورلاند بارك، إلينوي.
من عام 1977 إلى عام 1985، عمل حنانيا في صحيفة ديلي ساوثتاون، ومن عام 1985 إلى عام 1992 لشيكاغو سن-تايمز. أُجبر حنانيا على الاستقالة من صحيفة سن-تايمز في أعقاب شكاوى من أنه كان يعمل كمستشار من وراء الكواليس لأمينة الخزانة ميريام سانتوس، ذات الأصل الهسباني. من عام 1993 إلى عام 1996 عمل ناشرًا للصحف، وكان المتحدث الرسمي باسم بلدة سيسيرو وأصدر جريدة «آراب أميركان فيو»، وهي صحيفة عربية أمريكية تصدر باللغة الإنجليزية. في عام 1992 أسس حنانيا شركته الخاصة للعلاقات العامة، باسم «مجموعة الاستراتيجيات الحضرية»، والتي تهدف لتقديم الاستشارات الإعلامية للعملاء السياسيين والحكوميين والقطاع الخاص، بما في ذلك بلدة سيسيرو (وذلك منذ 2009 حتى الآن).
بدأت مسيرته المهنية في البث الإذاعي في عام 1980 في محطة WLS الإذاعية واستمر بها حتى عام 1992، ثم محطة WJJG AM 1530 (منذ 2004 حتى 2008) وقدم «برنامج راي حنانيا» كل صباح يوم أحد على WSBC AM 1240 في شيكاغو وWCFJ AM 1470 في شيكاغو هايتس وشيكاغو ساوثلاندز. كما عمل كمقدم إذاعة راديو بلدي التي تبث شهريا في ديترويت. يقدم حنانيا حاليًا برنامج «راي حنانيا» على راديو WNZK AM 690 في ديترويت وكذلك على راديو WDMV AM 700 في واشنطن العاصمة على شبكة راديو الولايات المتحدة العربية.
وزعت رابطة المبدعين أعمدته التي حققت شهرة دوليًا من 2002-2005 ومن 2010 حتى 2016. حاليًا، يعمل حنانيا كمراسل خاص لصحيفة «ذا عرب نيوز» بالولايات المتحدة، وينشر عمودًا في افتتاحية كل أسبوع لصحيفة «عرب نيوز» السعودية. يصف حنانيا كتاباته بأنها «تعبر عن الصوت الفلسطيني والعربي المعتدل». يواصل حنانيا كتابة عمود سياسي في شيكاغو تنشره محليًا مجموعة «ساوث ويست نيوز نيوزبيبر جروب»، وكتب سابقًا عمودًا أسبوعيًا لأرلينغتون هايتس ديلي هيرالد (2002-2009). وقد كتب عمودا فكاهيا لموقع يديعوت أحرونوت على الإنترنت وكذلك كتب لصحيفة جيروزاليم بوست، وينشر حاليًا أعمدته على صفحته الشخصية على موقع TheDailyHookah.com.
في بداية مسيرته المهنية، عندما كان حنانيا يكتب عمودًا أسبوعيًا مشتركًا لصحيفة جيروزاليم بوست، دعت أعمدته إلى دعم "الصوت الفلسطيني والعربي المعتدل" ورفض التطرف، ودعى إلى السلام بين الفلسطينيين والإسرائيليين. إلا أن رأيه تغير مع الوقت، وفي عمود نُشر في تشرين الثاني (نوفمبر) 2012 في صحيفة سعودي غازيت، كتب أن "العقبة الحقيقية التي تحول دون السلام هي رفض معظم الإسرائيليين ومعظم اليهود الأمريكيين لقبول حق الفلسطينيين في الوجود كشعب له دولة معبرة عنه". كما قال حنانيا أنه "حتى يقبل الإسرائيليون واليهود حق الفلسطينيين في الوجود، لن يكون أمام الفلسطينيين خيار سوى النضال والمقاومة والدفاع عن أنفسهم ضد العنف ومصادرة الأراضي والسرقة والتطهير العرقي من فلسطين التاريخية. ومع ذلك، فقد استمر حنانيا في اعتناق مبدأ اللاعنف، وآمن بالمفاوضات السلمية وأكد باستمرار على موقعه على الإنترنت أن "أفضل طريقة لمحاربة التطرف في الشرق الأوسط وإحلال السلام للإسرائيليين والفلسطينيين هي من خلال الحقائق. سوف تقرأ في أعمدتي آرائي التي توفر رؤية متوازنة للصراع، لتسمح لك بفهم الحقائق والقضايا. أنا لا أنتقد إسرائيل فقط. أنتقد العرب أيضا. أنا لا أشير بإصبع الاتهام إلى إسرائيل فقط وألومهم على كل شيء، بل أشير أيضًا إلى عيوب العرب". في مقال له سنة 2018، دعا حنانيا العرب وخصوصا مصر والأردن إلى "قطع العلاقات مع إسرائيل حتى تعترف بفلسطين".
بدأت مسيرة حنانيا في الستاند أب كوميدي في عام 2001، لإيمانه بأن «الفكاهة يمكن أن تهدئ العداء بين اليهود والعرب، وتعزز السلام». ظهر حنانيا في مقال بالصفحة الأولى في صحيفة وول ستريت جورنال وصحف أخرى. في مايو 2002، دعا صاحب نادي زانييس للكوميديا في شيكاغو حنانيا لتقديم عروض الكوميديا بالنادي وقام بتسجيله في دروس الكوميديا لصقل مهاراته المسرحية. قدم حنانيا 35 عرضًا كوميديا للنادي. في يونيو، كان من المقرر أن يقدم حنانيا عرضا كوميديا لصالح زانييس خلال عطلة عيد العمال. قبل أسابيع قليلة من العرض، أبلغ مالك زانيزس حنانيا بأنهم سيضيفون الممثل الكوميدي اليهودي الأمريكي جاكي ماسون إلى العرض حتى يتمكن من إمضاء بعض الوقت في تقديم العروض قبل ظهوره المخطط له في برودواي.
قبل ساعات من بداية العرض، رفض ماسون أن يشارك معه حنانيا. تمت مكالمة حنانيا في المنزل أثناء مغادرته إلى المسرح وطلب منه عدم الحضور، على الرغم من أن تذاكر العرض كانت قد بيعت مسبقًا قبل شهر. قالت زوجة ميسون ومديرة أعماله، جيل روزنفيلد، والتي كانت في نيويورك في ذلك الوقت، إن حنانيا لم يكن بإمكانه مشاركة ماسون في العرض لأنه «فلسطيني» وليس أردنيًا كما اعتقد ماسون. بعد إثارة الموضوع للجدل في عناوين الصحف الدولية، ادعت إدارة زانيس أن الإلغاء كان بسبب «قلة خبرة» حنانيا المزعومة كممثل كوميدي محترف، على الرغم من أن حنانيا كان قد قدم 35 عرضًا للنادي. لكن جيل روزنفيلد قالت لمراسل وكالة أسوشيتيد برس إن ماسون كان «غير مرتاح» لفكرة أن يقدم مع حنانيا لأن حنانيا «فلسطيني». ابتكر حنانيا في وقت لاحق عرضا كوميديًا يهوديًا-فلسطينيًا يعرض تجربته كشخص نشأ عربيًا في أمريكا، ويسخر من زواجه من زوجته أليسون، وهي يهودية. شارك معه الكوميديون الإسرائيليون تشارلي وارادي ويسرائيل كامبل والصحفي الكوميدي الأمريكي من أصول إفريقية آرون فريمان، في تأسيس «جولة الكوميديا الإسرائيلية الفلسطينية».
كما كان حنانيا المنسق الوطني السابق لجمعية الصحفيين العرب الأمريكيين، وهي الجمعية التي تنسق وتربط بين الصحفيين الأمريكيين العرب والمسلمين في الولايات المتحدة، وهي شريك منتسب لاتحاد الصحفيين الأمريكيين العرب في ديترويت.
حنانيا كاتب مخضرم في صحيفة «عرب ديلي نيوز» الإلكترونية، التي توصف بأنها «صحيفة موثوقة للجالية العربية الأمريكية».

## الجوائز
- جائزة سيجما دلتا تشي الوطنية لكتابة الأعمدة من جمعية الصحفيين المحترفين (2009)[16] عن أعمدته[17] حول التمييز ضد بقال عربي في إحدى ضواحي شيكاغو.
- «جائزة الشجاعة في الصحافة» 2009 من عائلة المهدي.
- جائزة الإعلام الإثني الوطنية الأولى للتعليق / الكتابة التحريرية (باللغة الإنجليزية) في عام 2006، والتي تقدمها رابطة إعلام أمريكا الجديدة عن سلسلته المكونة من ثلاثة أجزاء: "Shedding Moonlight on Conflict" و"A New Language of Peace" و"Things Palestinians and Israelis Share".[18]
- جائزة بيتر ليساغور لكتابة الأعمدة 1985، 2002، 2005، 2009.
- جائزة كتابة عمود رابطة صحف شيكاغو (1982، 1984).
- ثلاث جوائز من اللجنة الأمريكية العربية لمكافحة التمييز، وجائزتا شيكاغو إيه دي سي (1981، 1988) وجائزة ناشيونال إيه دي سي 1985.
- رشح من قبل محرري شيكاغو صن تايمز في 1990/1991 لجائزة بوليتزر عن سلسلته عن الانتفاضة الفلسطينية.

## مؤلفاته

### بالإنجليزية
- PoweR PR: Ethnic Activists Guide to Strategic Communications (2014) Urban Strategies Group. (ردمك 978-1-32945011-0)[19]
- Arabs of Chicagoland (2005) Arcadia Publishing. (ردمك 0-7385-3417-X)النظام القياسي الدولي لترقيم الكتب 0-7385-3417-X[20]
- I'm Glad I Look Like a Terrorist: Growing Up Arab in America (1986، وطبعة ثانية في 2002) (ردمك 0-9654761-0-3)[21]
- Strike Back: Lentil Soup for the Arab American Soul (1999) USG Publishing. (ردمك 0-9654761-1-1)النظام القياسي الدولي لترقيم الكتب 0-9654761-1-1[22]
- Midnight Flight: The Story of White Flight in Chicago—1968 (الرواية متوفرة على الإنترنت في Suburbanchicagoland.com).[23]
- Troubled Times: Palestinian American Thought before and after Sept. 11th، يتضمن 98 عمودا من أعمدته الحائزة على عدد من الجوائز.[24]
- The Ansar code : the tragedy of Deir Yassin, Palestine، مطبعة تحت الأرض، 2003.[25]
- The Grape Leaves of Wrath (2012)، محاكاة ساخرة لرواية عناقيد الغضب، مطبقة على قصة اللاجئين الفلسطينيين.[26]
- Tabouli tales : a cook book of Middle East recipes & Palestinian family remembrances، 2004.[27]
- ساهم بفصل في كتاب "Terror in the Holy Land : inside the anguish of the Israeli-Palestinian conflict"، 2006.[28]
- Ya habibi : growing up Arab in America ; humor & reality in the ethnic American experience، 2009.[29]
- Talking to Israelis : a Palestinian dialogue with Israelis at a time of endless conflict، 2006.[30]
- "The door of God": Chicago's Arab American community and history of Arabs in America، 2004.[31]
- Arab American media & political resource guide for Chicago and Illinois، 1994.[32]
- Slice of life، 2004.[33]
- Chicago's Arab American Community : and a history of Arabs in America ; prepared as a community study guide، 1998.[34]
- The moral jihad : defining the moderate Palestinian voice in the battle against extremism، 2004.[35]

## روابط خارجية
- صفحته الرسمية في موقع ذا ديلي هوكاه
- راديو بلدي
- صفحة شركة الاستشارات الإعلامية لراي حنانيا
- الصفحة الرسمية لجولة الكوميديا الفلسطينية الإسرائيلية
- صفحة الويب الرسمية لجمعية الصحفيين الأمريكيين العرب
- Opinion from Israel, Ynetnews Articles by Ray Hanania from his column
- Spoils to the Self Promoter, a detailed profile of Ray Hanania in the Chicago Reader May 20, 2010
- www.TheArabDailyNews.com, where Hanania is Managing Editor.